# Sindi Loper
Sintija En Stefani Loper (engl. Cynthia Ann Stephanie Lauper), rođena 22. juna 1953. godine, poznatija kao Sindi Loper (engl. Cyndi Lauper), pevačica je čiji su melodičan glas i divlji način odevanja simbol 1980-tih, decenije u kojoj je bila na vrhuncu popularnosti.

## Biografija
Sindi Loper rođena je u Kvinsu, Njujork. Karijeru je započela u benduBlue Angel, a 1983. godine počela je vezu sa svojim menadžerom Dejvidom Vulfom(David Wolff), koji joj je pomogao da izdaShe's So Unusual hit-album koji je od Loperove napravio svetski poznato ime. Album je bio mešavina tinejdžerskog pop-roka i žešćih, gotovo pank-zvukova; najveći hit s albuma, Girls Just Wanna Have Fun, ubrzo se etablirao kao omiljena pesma žena širom sveta. Godine 1984. Loperova je za taj album osvojila i Grammy u kategoriji najboljeg novog izvođača, a postala je i prva žena s četiri uzastopna hita među prvih pet na lestvici singlova.
Na albumu su se takođe nalazile pesme She Bop, o ženskoj masturbaciji i romantična balada Time After Time, instant-klasik koji će posle obraditi preko 70 izvođača. Loperova je postala vrlo popularna među tinejdžerskom populacijom, zahvaljujući popularnom pank-imidžu iz kasnih 1970-tih prilagođenom mejnstrim publici. U ovom periodu karijere često je upoređivana s Madonom (Madonna).
Godine 1986, nakon što je snimila pesmu za saundtrek filma Gunisi, Loperova izdaje svoj drugi album, True Colors. Album nešto zrelijeg zvuka dosegao je broj 4 na američkoj lestvici singlova, a naslovna pesma postala je njen drugi platinasti singl.
Godine 1988. pojavila se u glavnoj ulozi u neobičnoj komediji Vibracije, koji su kritika i publika potpuno sasekli. Pesma koju je Loperova snimila za saundtrek filma, Hole In My Heart (All the Way to China), takođe je komercijalno propao.
Njen treći album, A Night to Remember iz 1989, iako toplo primljen kod kritike, nije bio komercijalno uspešan kao njegovi prethodnici i imao je tek jedan hit - I Drove All Night.
Godine 1990. pridružila se mnogim drugim slavnim gostima na koncertu Rodžera Votersa (Roger Waters) na Berlinskom zidu.
Nakon toga je napravila dužu pauzu, da bi se 1993. godine ponovno pojavila s hvaljenim albumom Hat Full of Stars. Međutim, prodaja tog albuma bila je slaba, delimično i zato što se, uz novi R&B prizvuk, u svojim tekstovima Loperova osvrnula na teške teme, kao što su nasilje u porodici i pobačaj. 
Godine 1995. osvojila je Emi u kategoriji najbolje gošće u humorističkoj TV-seriji za pojavljivanje u Lud za tobom. Takođe, iste godine izdaje kompilaciju najvećih hitova 12 Deadly Cyns... And Then Some.
Njen album iz 1997, Sisters of Avalon, vratio ju je u središte pažnje; s tematikom još ozbiljnijom nego prije, vrlo je prihvaćen u gej zajednici zbog svog klupskog disko zvuka. Tom, tzv. ružičastom prizvuku potpomogle su i pesme Ballad of Cleo and Joe koja govori o zamršenom dvostrukom životu transseksualne osobe i You Don't Know koja se bavi nezgodnom temom otkrivanja homoseksualnosti. Loperova je postala česta gošća na okupljanjima homoseksualaca širom sveta.
Godine 2002. počela je s radom na albumu Naked City, koji je na kraju objavljen 2003. godine pod nazivom At Last, i dosegao lestvice singlova u SAD i Australiji. Godine 2005. nagrađena je nagradom Grammy u kategoriji najbolje instrumentalne kompozicije u pratnji vokala za svoju interpretaciju kompozicije Unchained Melody na tom albumu.
2008, snimila je album sa novim pesmama, prvi posle 12 godina, a nazvan je Bring Ya to the Brink. Album je, zasad, izdao tri singla: Set Your Heart, izdat samo u Japanu, Into the Nightlife i 2009. godine, Echo.
I danas ima mnogo obožavatelja a živi u Njujorku sa suprugom, glumcem Dejvidom Torntonom (David Thornton) i njihovim detetom.

## Diskografija
- (1983)
- (1986)
- (1989)
- (1993)
- (1996)
- (1998)
- (2003)
- (2004)
- (2008)
- (2011)
- (2016)

## Filmografija
- 1985. Gunisi (kameo-uloga)
- 1988.
- 1991.
- 1993. Život s Mikijem
- 1994. Gđa Parker i začarani krug (kameo-uloga)
- 1999. Oportunisti
- 2005.

## Spoljašnje veze
- Zvanični sajt
- na sajtu  (jezik: engleski)
- Sindi Loper на веб-сајту